# Polycratès d'Argos
 (novembre 2023).
Polycrate d'Argos était un général partisan des Ptolémée à la bataille de Raphia, ainsi qu'un gouverneur de Chypre et chancelier du royaume ptolémaïque à la fin du IIIe et au début du IIe siècle av. J.-C..

## Biographie

### Famille
Descendant d'une illustre famille d'Argos, il est le fils de Mnasiades, athlète et prêtre d'Alexandre en -218. Il est probablement le frère de Polycrateia, l'épouse de Philippe V de Macédoine. De son épouse Zeuxo, fille d'Ariston, notable Cyrénèen, il à deux fils et trois filles; Polycrates (né v. -225), Ptolémée, Eucrateia, Hermione et Zeuxo.

### Carrière
Polycrate rejoint la cour du monarque égyptien Ptolémée IV Philopator, juste avant sa campagne contre Antiochus III en 217 av. J.-C. Il rendit de grands services en entraînant et en encourageant les troupes égyptiennes, et il commanda la cavalerie de l'aile gauche à la bataille de Raphia, dans laquelle Antiochus fut vaincu, et qui assura à Ptolémée les provinces de Coele-Syrie, de Phénicie et de Palestine..
Bien qu'encore jeune, Polycrate était sans égal à la cour du roi, dit Polybe, et fut donc nommé gouverneur de Chypre par Ptolémée. Il s'est acquitté de ses fonctions avec la plus grande fidélité et intégrité. Il sécurisa l'île pour Ptolémée V Épiphane, le fils en bas âge et successeur de Ptolémée IV et, à son retour à Alexandrie vers 196 av. J.-C., il apporta avec lui une somme d'argent considérable à l'usage du roi. Il fut reçu à Alexandrie avec de grands applaudissements qui firent de lui une puissante influence dans le royaume.
Mais à mesure qu’il avançait en âge, on dit que son caractère se détériora et qu’il se livra à toutes sortes de vices et de méchancetés. En raison de la perte des derniers livres de Polybe, la carrière ultérieure de Polycrate est inconnue. Il semble avoir participé à la répression des rebelles en Égypte, au cours de laquelle quatre chefs rebelles nommés Athinis, Pausiras, Chesufus et Irobastus furent amenés à négocier, mais exécutés publiquement et de manière humiliante par Ptolémée. Polybe raconte également une histoire où des mercenaires furent présentés à Ptolémée à Naucratis, mais Ptolémée les emmena simplement dans la capitale Alexandrie plutôt que de participer à une guerre en cours, et c'était en quelque sorte la faute de Polycrate (peut-être à cause de mauvais conseils?).
Suivant l'exemple de son père en tant qu'athlète, Polycrate fut vainqueur des courses hippiques aux Jeux Panathénaïques de 192 à 184 av. J.-C., tout comme sa femme et ses filles. A cette époque, il était rare que les femmes participent à ces courses. C'est pour cette raison qu'ils sont fréquemment mentionnés dans les textes de la période hellénistique.

## References
1. ↑  Polybius V 84.
2. ↑  « Les prétentions généalogiques à Athènes sous l'Empire Romain. », p. 427
3. ↑  John D. Grainger, The Syrian Wars, Brill, 2010 (ISBN 9789004180505), p. 278
4. ↑  Sarah B. Pomeroy, Women in Hellenistic Egypt: from Alexander to Cleopatra, Wayne State University Press, 1990, 23 p. (ISBN 9780313288036, lire en ligne)